# Tournoi de tennis Australian Hardcourt (dames 1971)
L'Australian Hardcourt Tennis Championships est un tournoi de tennis professionnel féminin. L'édition 1971 s'est disputée à Brisbane du 13 au 19 décembre 1971.
Evonne Goolagong remporte le simple dames. En finale, elle bat Mona Schallau.
L'épreuve de double voit quant à elle s'imposer Evonne Goolagong et Janet Young.

## Résultats en simple

### Tableau final
|  |                  |  |   |   |  |
|  | Finale           |  |   |   |  |
|  |                  |  |   |   |  |
|  |                  |  |   |   |  |
|  | Evonne Goolagong |  | 6 | 6 |  |
|  | Evonne Goolagong |  | 6 | 6 |  |
|  | Mona Schallau    |  | 1 | 1 |  |

## Résultats en double

### Tableau final
|  |                                 |  |   |   |  |
|  | Finale                          |  |   |   |  |
|  |                                 |  |   |   |  |
|  |                                 |  |   |   |  |
|  | Evonne Goolagong Janet Young    |  | 6 | 6 |  |
|  | Evonne Goolagong Janet Young    |  | 6 | 6 |  |
|  | Barbara Hawcroft Wendy Turnbull |  | 2 | 1 |  |